# Продление авторских прав
Возобновление авторских прав — процесс, посредством которого первоначальный срок авторского права для защиты авторской работы может быть продлён на второй срок. После того, как срок охраны авторского права закончился, защищённая авторским правом работа переходит в общественное достояние и может быть свободно использована, воспроизведена и включена в новые произведения.
В Соединённых Штатах произведения, опубликованные до 1930 года, находятся в общественном достоянии, в соответствии с положениями закона Об авторском праве 1909 года и предыдущих законов. Этот закон предусматривал первоначальный срок защиты авторского права в 28 лет. Этот срок мог быть продлён ещё на 28 лет путём последующей регистрации на продление авторского права США.
Произведения, опубликованные до 1964 года, в США находятся в открытом доступе, за исключением тех, которые были зарегистрированы в бюро авторских прав. Сравнительно немного авторов того времени продляли сроки действия своих авторских прав. В 1961 году сроки авторских прав продлевались в менее 15 % случаев. В то же время авторские права на большинство фильмов возобновлялись. Примером является фильм «Эта прекрасная жизнь» (англ. It’s a Wonderful Life) режиссёра Фрэнка Капры, который стал достоянием общественности из-за невозобновления авторских прав. Первоначально фильм был защищён авторским правом в 1946 году. В 1974 году истёк срок действия авторских прав, компания-правообладатель посчитала их продление ещё на 28 лет коммерчески нецелесообразным и фильм попал в общественное пользование. Телестудии показывали бесплатную семейную драму в канун Рождества, а через несколько лет фильм вышел в записи на видеокассетах. К этому моменту правообладатели опомнились и ограничили права на трансляцию.
В 1976 году в США в законе об авторском праве 1976 года были изменены сроки защиты авторских прав — срок продлялся ещё на 47 лет. Это расширение применялось для работ, которые были защищены авторским правом в период между 1950 и 1977 годами и находились, таким образом, в период первого 28-летнего срока защиты авторских прав. Защищались также новые произведения, созданные после 1977 года. Таким образом максимальный срок охраны авторских прав стал составлять 75 лет, вместо 56 лет (с учётом продления дополнительно на 28 лет), как это предусматривал закон 1909 года. Этот срок применяется также к произведениям, чьи авторские права были возобновлены в 1978 году или позднее.
Пересмотренный срок защиты авторского права практически утратил свою значимость для произведений, охраняемых авторским правом в США в 1964 году или после в связи с поправками по продлению авторским прав по акту 1992 года. Из закона убрали положение о дополнительной возможности продления авторского права. Срок защиты авторского права устанавливался таким образом, что любое произведение, защищённое авторским правом в США в 1964 году или позже, имело срок защиты авторских прав в 75 лет, вне зависимости, подана ли заявка на продление авторского права или нет. По поправке от 1998 года срок защиты авторского права продлялся до 95 лет.
Вопрос о возобновлении авторских прав по уведомлению об авторских правах был существенен в 1923—1963 годы. Все авторские регистрации и продление регистраций публиковались в бюро по охране авторских прав — в его каталоге авторских статей. Соответствующие материалы, касающиеся авторских прав от 1978—1991 годов публикуются в сайте ведомства. В отношении авторских прав от 1923—1949 годов и их продление от 1951—1977 годов — соответствующие материалы можно найти в интернете по базам данных, ведущимися Стэнфордским университетом. Многие тома каталога авторских записи были оцифрованы и могут быть доступны через Интернет-архив. Копии Каталога авторских статей доступны в Бюро по охране авторских прав в Вашингтоне, округ Колумбия и в некоторых библиотеках.